# Lena Kotré
Lena Kotré (geborene Duggen; * 11. November 1987 in West-Berlin) ist eine rechtsextreme deutsche Politikerin (AfD) und seit 2019 Landtagsabgeordnete in Brandenburg. Kotré ist mit internationalen rechtsextremen Kräften inklusive Neonazismus vernetzt.

## Leben
Lena Kotré absolvierte ein Studium der Rechtswissenschaften und ist als Rechtsanwältin in Brandenburg tätig. Sie war Mitglied der Partei „Die Freiheit“. Die Politikerin erklärte vor ihrer Wahl in den Landtag, sie wolle die „Altparteien das Fürchten lehren“.
Kotré ist seit 2019 Mitglied im Kreistag Havelland und Mitglied der Gemeindevertretung Dallgow-Döberitz. Am 1. September 2019 zog sie als Landtagsabgeordnete in den Landtag Brandenburg über die Landesliste der AfD Brandenburg ein. Am 22. Oktober 2019 wurde sie von der Fraktion zur stellvertretenden Parlamentarischen Geschäftsführerin gewählt.
Kotré ist Generalsekretärin der AfD-nahen Erasmus-Stiftung Brandenburg und Beisitzerin der zur gleichen Parteiströmung zählenden Akademischen Erasmus-Stiftung.
Nach dem Messeranschlag in Solingen 2024 forderte die Brandenburger AfD, ukrainische Kriegsflüchtlinge, Asylbewerber, Asylberechtigte und geduldete Flüchtlinge von öffentlichen Veranstaltungen auszuschließen. Kotré erklärte dazu: „Wenn es dann tatsächlich auch Unschuldige trifft, die einem Betretungsverbot unterliegen hier im Land Brandenburg, dann ist das leider so. Dann ist das ein Kollateralschaden.“ Im Wahlkampf zur Landtagswahl in Brandenburg 2024 verteilte sie an Wahlkampfständen Kubotans, eine (in Deutschland nicht verbotene) Nahkampfwaffe, mit dem Aufdruck „Seid Wehrhaft!“. Im Brandenburger Wahlkampf 2024 fiel Kotré durch eine Reihe von menschenverachtenden Äußerungen auf. Nach Medienberichten wurde sie „zum Aushängeschild für die krassesten und völkischsten Forderungen der Partei“.
Bei der Brandenburger Landtagswahl  2024 wurde sie im Wahlkreis Barnim III direkt gewählt.
Im August 2025 wurde Kotré vom Verfassungsschutz als Rechtsextremistin eingestuft. Der Verfassungsschutz führte mehrere Beispiele aktueller Aussagen Kotrés auf, die die verfassungsfeindliche Bestrebung der Brandenburger AfD belegten.
Im August führte ein Treffen von Kotré mit Vertretern der Partei Norgesdemokratene in Grønland zu örtlichen Protesten von rund 1.000 Menschen.

## Verbindungen zum Neonazismus
Ende Dezember 2024 berichtete Correctiv, dass Kotré zusammen mit dem AfD-Bundestagsabgeordneten Roger Beckamp in der Schweiz an einem Treffen mit Neonazis teilgenommen habe, darunter auch Mitglieder der rechtsextremen Gruppierung Junge Tat und der in Deutschland verbotenen Organisation Blood and Honour. Eingeladen habe die Schweizer Gruppe Junge Tat. Kotré warb dabei für eine Privatisierung von Abschiebungen und dafür, mit DNA-Proben und Sprachanalysen die Herkunft von Geflüchteten zu bestimmen, um sie in ihre Heimatländer abzuschieben. Eingebürgerten Deutschen solle die Staatsbürgerschaft wieder entzogen werden, wenn sie sich (nach Kotrés Ansicht) nicht an Recht und Gesetz halten. Kotré selbst teilte mit, Correctiv gebe lediglich das Parteiprogramm wieder und versuche das als Enthüllung zu verkaufen.
Im Juli 2025 traf Kotré den irischen YouTuber und Publizisten Keith Woods, bürgerlich: Keith O’Brien. Woods fiel immer wieder mit antisemitischen Äußerungen auf und pflegt Kontakte zu Holocaust-Leugnern. „Uns eint der Wunsch nach einer großen Remigrationsbewegung“, schrieb Kotré über das Treffen.

## Familie
Seit 2021 ist sie mit dem rechtsextremen Bundestagsabgeordneten Steffen Kotré (auch AfD) verheiratet und hat ein Kind.